# Trad jazz
Le trad jazz, abréviation de jazz traditionnel, aussi appelé jazz trad, ou trad, est une forme de jazz ayant émergé aux États-Unis et en Grande-Bretagne entre les années 1930 et 1960, basée sur le dixieland de La Nouvelle-Orléans. D'éminents musiciens de jazz traditionnel tels que Chris Barber, Freddy Randall, Acker Bilk, Kenny Ball, Ken Colyer et Monty Sunshine ont interprété un répertoire populiste qui comprenait également des versions jazz de chansons populaires et de comptines.

## Histoire
En Grande-Bretagne, où le boogie-woogie, le piano stride et le jump blues étaient populaires dans les années 1940, les Dixielanders de George Webb sont les pionniers d'un renouveau du trad pendant la Seconde Guerre mondiale, et le Crane River band de Ken Colyer ajoute et maintient un solide fil conducteur de purisme néo-orléanais Humphrey Lyttelton, qui a joué avec Webb, a formé son propre groupe sur la base de la tradition Nouvelle-Orléans/Louis Armstrong en 1948 mais, sans perdre l'influence d'Armstrong, a progressivement adopté une approche plus classique.